# Lev Pontriaguine
Lev Semionovitch Pontriaguine (en russe : Лев Семёнович Понтрягин; ISO 9 : Lev Semënovič Pontrâgin), né le 3 septembre 1908 à Moscou et mort le 3 mai 1988, est un mathématicien soviétique. Il a fait des découvertes majeures dans plusieurs domaines des mathématiques, en particulier en topologie et en théorie du contrôle (commande optimale).

## Biographie
Il perd l'usage de ses yeux à 14 ans à la suite de l'explosion d'une bouteille de gaz. En dépit de sa cécité, il devient mathématicien grâce à l'aide de sa mère Tatiana Andreïevna qui lui lit des livres de mathématiques.
Il entre à l'université de Moscou en 1925 où il suit, entre autres, les cours de Khintchine et d'Aleksandrov. Il en sort en 1929 et obtient la même année un poste au sein de la faculté de mathématiques et de mécanique de Moscou. En 1934, il part pour l'Institut Steklov, dont il dirigera le département de topologie et d'analyse fonctionnelle dès l'année suivante. En 1939, il est élu membre de l'Académie des sciences de Russie.
C'est avant même de terminer ses études à Moscou que Pontriaguine obtiendra ses résultats sur la dualité d'Alexander.
Il dresse alors les bases nécessaires à la généralisation de la théorie de la transformée de Fourier en étudiant les caractères des groupes topologiques commutatifs. On parle depuis lors de la dualité de Pontriaguine. En topologie, il a formulé le problème fondamental du cobordisme. Cela conduit à l'introduction dans les années 1940, de la théorie des classes caractéristiques (dont certaines portent le nom de classes de Pontriaguine) conçues pour s'annuler sur une variété qui est le bord d'une variété à bord. De plus, en théorie des opérateurs, certains espaces de Krein (en) particuliers sont appelés espaces de Pontriaguine.
Plus tard dans sa carrière, à partir de 1952, il réoriente ses recherches sur la théorie du contrôle optimal et des équations différentielles. Le principe du minimum de Pontriaguine est fondamental dans la théorie moderne de la commande optimale en Automatique.
Il a dirigé entre autres les thèses de Dmitri Anosov, de Vladimir Boltyanski et de Mikhail Postnikov.

## Controverse et antisémitisme
Pontriaguine était une personnalité controversée. Bien qu'il eût beaucoup de Juifs parmi ses amis et les ait soutenus dans ses premières années, il a été accusé d'antisémitisme dans ses années de maturité. Par exemple, il a traité Nathan Jacobson de « scientifique médiocre » représentant « le mouvement sioniste », tandis que les deux hommes étaient les vice-présidents de l'Union mathématique internationale (IMU),. Il s'est défendu des accusations d'antisémitisme dans un article publié en 1979 dans Science, prétendant combattre le sionisme qu'il considérait comme une forme de racisme. Quand un mathématicien juif soviétique en vue, Gregori Margulis, fut choisi par l'IMU pour recevoir la médaille Fields au Congrès international des mathématiciens (ICM) suivant de 1978, Pontriaguine, alors membre du Comité exécutif de l'IMU, protesta très violemment mais K. S. Chandrasekharan lui répondit fermement. Bien que l'IMU maintînt sa décision d'attribuer la médaille Fields à Margulis, celui-ci ne put la recevoir en personne à l'ICM de 1978 car son visa de sortie lui fut refusé par les autorités soviétiques. Pontriaguine a aussi participé en Union soviétique à quelques controverses politiques célèbres, dont la plus mémorable est l'affaire Luzin.

## Œuvres
- Équations différentielles ordinaires, Moscou, Éditions Mir, 1969 Un des livres de référence en français sur ce sujet.